# Parasza
Parasza,  Parashat HaShavua z hebrajskiego:  פָּרָשַׁת הַשָּׁבוּעַ, inaczej parsza – fragment Pięcioksięgu, czytany w synagodze z okazji świąt, postów i początków nowego miesiąca księżycowego – Rosz Chodesz, a także w każdy poniedziałek, czwartek oraz dwukrotnie w szabat. Rano, w ostatni dzień tygodnia, odczytuje się całą Paraszę przeznaczoną na dany tydzień, zaś po południu i w pozostałe dni czyta się jedynie jej fragmenty.
Kalendarz hebrajski zawiera 50–55 tygodni w roku – na każdy tydzień przypada inna Parasza.

## Podział
| Księga Rodzaju | Księga Wyjścia | Księga Kapłańska | Księga Liczb | Księga Powtórzonego Prawa |
| -------------- | -------------- | ---------------- | ------------ | ------------------------- |
| Bereszit       | Szmot          | Wajikra          | Bamidbar     | Dwarim                    |
| Noach          | Waera          | Caw              | Naso         | Waetchanan                |
| Lech Lecha     | Bo             | Szemini          | Behaalotcha  | Ekew                      |
| Wajera         | Beszalach      | Tazrija          | Szelach      | Re'eh                     |
| Chaje Sarah    | Jitro          | Mecora           | Korach       | Szoftim                   |
| Toldot         | Miszpatim      | Acharei          | Chukat       | Ki Tece                   |
| Wajece         | Teruma         | Kedoszim         | Balak        | Ki Tawo                   |
| Wajiszlach     | Tecawe         | Emor             | Pinchas      | Nicawim                   |
| Wajeszew       | Ki Tisa        | Beha             | Matot        | Wajelech                  |
| Mikec          | Wajake         | Bechukotai       | Masei        | Hazinu                    |
| Wajigasz       | Pekudei        |                  |              | Wezot Habracha            |
| Wajechi        |                |                  |              |                           |